# کریستال‌های شارکوت-لیدن

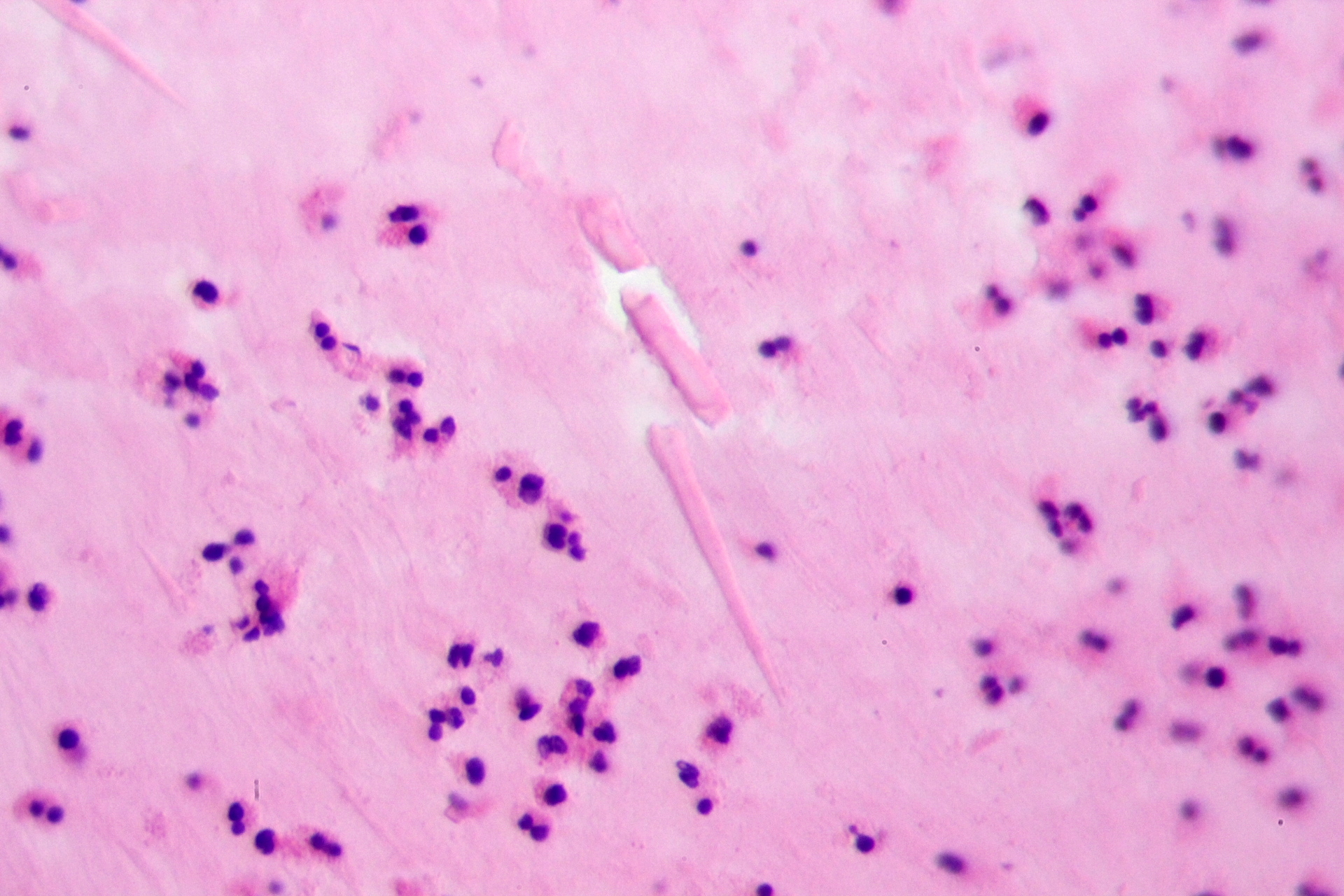
کریستال شارکوت–لیدن و گرانولوسیت‌های ائوزینوفیل در سینوزیت.

کریستال شارکوت لیدن  (به انگلیسی: Charcot–Leyden crystals) بلورهای میکروسکوپی که در افرادی مبتلا به بیماری‌های آلرژیک مانند آسم یا عفونتهای انگلی مانند پنومونی انگلی و آسکاریازیس است.
پروتئین کریستال شارکوت-لیدن با لیزوفسفولیپیاز های ائوزینوفیل واکنش می‌دهد.

## ظاهر
کریستال‌ها در اندازه متفاوت هستند و ممکن است به بزرگی 50 میکرون باشند. کریستال شارکوت–لیدن بلند و باریک و در هر دو انتها تیز هستند، متشکل از یک جفت هرم شش ضلعی در قاعده. در حالت طبیعی بی‌رنگ هستند، با رنگ آمیزی تری کروم (trichrome) به رنگ قرمز-ارغوانی در می‌آیند. این کریستال‌ها شامل لیزوفسفولیپیاز (galectin-10)، یک آنزیم سنتز شده توسط ائوزینوفیل است و با تخریب این سلول‌ها تولید شده‌است.

## اهمیت بالینی
اینها نشان دهنده یک بیماری مربوط به التهاب ائوزینوفیلیک یا تکثیر هستند، برای مثال در واکنش‌های آلرژیک و عفونت‌های انگلی مانند انتامبا هیستولیتیکا یافت می‌شوند.
کریستال شارکوت–لیدن اغلب در بیماران مبتلا به آسم به صورت پاتولوژیک دیده می‌شود.

## تاریخچه
فریدریش آلبرت فون زنکر نخستین کسی بود که در سال ۱۸۵۱ متوجه این کریستال شد و پس از آن به‌طور مشترک توسط ژان-مارتن شارکو و شارل-فیلیپ روبن در سال ۱۸۵۳ و در سال ۱۸۷۲ توسط ارنست ویکتور فون لایدن تشریح شد.